# Verron-Range
Das Verrongebirge (englisch: Verron-Range, in der deutschen Kolonialzeit Hahlgebirge genannt) ist eine Bergkette im südlichen Teil der zu Papua-Neuguinea gehörigen Insel Neuirland. Die Bergkette besteht aus Kalk- und Vulkangestein und ragt am höchsten Punkt auf 2.150 m auf. Auf dem breiteren Südteil Neuirlands gelegen, verläuft der Gebirgszug, durch das Weitin-Tal vom östlich gelegenen Hans-Meyer-Gebirge (Hahlgebirge) getrennt, parallel zu diesem von Nord nach Süd. Einer der Berge der Kette ist der Mount Gilaut (1136 m).
Das Gebirge wurde nach Pierre-Antoine Véron, dem Astronomen auf dem Schiff von Louis Antoine de Bougainville, der am 13. Juli 1768 durch eine Sonnenfinsternis den Längengrad bestimmen konnte, benannt. Dies war von Bedeutung, da Véron damit zum ersten Mal die Breite des Pazifischen Ozeans präzise bestimmen konnte. Während die Insel zu Deutsch-Neuguinea gehörte, wurde die Bergkette nach dem deutschen Kolonialgouverneur Albert Hahl Hahlgebirge genannt.
Die Insel Neuirland ist von Ölpalmen- und Kokospalmenplantagen landschaftlich geprägt. Die dortigen tropischen Regenwälder bieten einer Vielzahl seltener Spezies aus Flora und Fauna mit hoher Biodiversität eine Heimat.  Die Region ist Teil der terrestrischen WWF-Ökoregion New Britain-New Ireland Tieflandregenwald New Britain-New Ireland.